# JUNITEC
A JUNITEC - Júnior Empresas do Instituto Superior Técnico de Lisboa é uma Júnior Empresa (JE) portuguesa que estabelece a ponte entre a comunidade estudantil do Instituto Superior Técnico (IST) e o mundo empresarial. Esta Júnior Empresa tem o objetivo de valorizar o estudante universitário, proporcionando-lhe uma experiência única de trabalho, onde empreendedorismo, inovação e dedicação se complementam.
Este ambiente de trabalho permite aproveitar ao máximo o potencial dos seus membros, pondo os conhecimentos, apreendidos no IST, em prática. A JUNITEC é a única Júnior Empresa do Instituto Superior Técnico e a mais antiga a nível nacional, contando já com 35 anos. Além de diferentes projetos na área da tecnologia, a JUNITEC presta ainda diversos serviços à comunidade externa relacionados com engenharia, consultoria, investigação e formação.

## Júnior Empresa
A Portugal representa o Movimento Júnior português e as Júnior Empresas. Criada em 2011, a JE Portugal vem unificar, representar e potenciar um movimento que tem origem na Europa em 1967 e surge em Portugal em 1990. O propósito da JE Portugal é promover e aprofundar o Movimento Júnior português como a principal plataforma complementar de formação e desenvolvimento empreendedor dos estudantes do ensino superior, por via do conceito de Júnior Empresa, apoiando a difusão do conceito e a formação de novas Júnior Empresas, envolvendo cada vez mais instituições de ensino superior neste movimento global.
De acordo com a Enterprises Europe, uma Júnior Empresa é “uma organização sem fins lucrativos, não política e não religiosa”. Sendo formada exclusivamente por estudantes universitários, esta tem como objetivo central dar oportunidade a estes de colocarem em prática os conhecimentos e competências adquiridos ao longo da sua formação académica, desenvolvendo, ao mesmo tempo, as suas competências pessoais (soft skills) através da participação em diferentes projetos, primando o lema "Aprender, Inovar e Empreender" (em inglês, "Learning, Innovate and Achieve”).
Estas organizações proporcionam ainda comunicação entre o meio académico universitário e diversos parceiros externos: entidades privadas e sociedade civil, podendo afigurar-se como um importante contributo para o desenvolvimento da rede nacional.

## História[4]
A JUNITEC foi fundada a 6 de Fevereiro de 1990 por cinco alunos do Instituto Superior Técnico: Pedro Conceição, Joaquim Viegas, José Rui Felizardo, Sérgio Carvalho e Francisco Veloso. Com grande espírito empreendedor e inovador, traçaram os pilares da que é hoje a Júnior Empresa mais antiga de Portugal.
Pouco após a sua criação, a JUNITEC é reconhecida com diversos prémios a nível nacional e internacional, dos quais se destacam o Prémio Promindústria do Concurso de Ideias Empresariais em 1991, dando início a uma carreira de reconhecimento e prestígio; o 1º lugar do Concurso Europeu Jovem Cientista, fase nacional em 1992, com o projecto Mousetrack, que consistia num sistema de detecção de murganhos. Em 1994. venceu o prémio International Label Technique, pelo programa de televisão “Janelas Virtuais”, totalmente criado pela JUNITEC e transmitido na TVI.
Em 1995 o projeto RETINA visava o estudo da retina do olho humano e o seu processamento de imagens, recebeu o 1º prémio do Concurso Europeu para Jovens Cientistas e em 1996 o projeto Sistema de Segurança Integrado (SSI) é reconhecido com o 1º lugar da GALILEU III, na categoria “Inovação e Desenvolvimento”. Em 1998, contou com a participação na Shell Eco Marathon, em França, com um veículo equipado a dois tempos, conseguindo obter o 2º lugar na sua categoria. Este ano também ficou marcado pela criação do NetINDEX, um motor de pesquisa na World Wide Web, que contava com a maior base de dados em Portugal de páginas Internet.
Em 2004, a JUNITEC entra num período de inatividade, período este que durará até 2009, ano em que é reativada por um grupo de alunos do IST. Nos anos que se seguem, a JUNITEC receberá de novo diversos prémios. Em 2010, o projeto Depósito Inteligente / ClickCO2 é finalista no prémio EDP Richard Branson. Após o período de inatividade, a JUNITEC volta a restaurar o seu reconhecimento. Em 2011-2012, o projeto Strato Power, estudo de uma turbina eólica de alta altitude, colocou, uma vez mais, a JUNITEC na final do prémio Richard Branson. O mesmo projeto foi ainda reconhecido pela JADE Portugal com o prémio “Projeto Inovador do Ano”.
Em 2016, a JUNITEC, em parceria com a Patient Innovation, coloca quatro protótipos do projeto Bolsos Térmicos Amovíveis em museus europeus, com destaque para o London Science Museum, no âmbito da exposição Beyond the Lab. Em 2017, foi reconhecida como a Júnior Empresa mais Socialmente Responsável. Durante o ano de 2018, a JUNITEC expandiu a sua rede de clientes e parceiros, tendo desenvolvido serviços de consultoria para a Associação de Coleções e projetos colaborativos com a Unbabel, CEiiA e o Instituto Superior Técnico. Também nesse mesmo ano, a primeira startup da JUNITEC, a Clynx, vocacionada para o melhoramento da experiência de fisioterapia através da gamificação, foi distinguida no concurso da EIT como uma das 25 melhores startups a nível europeu.
Em 2019, a JUNITEC é consagrada vencedora em três categorias no jeniAL Awards, o maior evento do Movimento Júnior Português. Sendo reconhecida como Júnior Empresa mais Promissora, Júnior Empresa mais Inovadora e Projeto do Ano. Também em 2019 as duas startups fundadas na JUNITEC estiveram presentes no Web Summit 2019, a Clynx como startup Alpha e a MyNutriScan através do programa de incubação Hack for Good Gulbenkian. A startup Clynx, constituída por membros da JUNITEC, foi uma das três vencedoras na 2ª edição do GovTech, um concurso promovido pelo Governo para premiar e apoiar startups a nível nacional.
Em 2020, o serviço desenvolvido para o Espaço 24 do Instituto Superior Técnico foi concluído e lançado na universidade com grande sucesso. O projeto consistiu na instalação de sensores nas salas de estudo, de modo a recolher as informações sobre temperatura, humidade, luminosidade e na disponibilização dos dados, em tempo real, através de um website e de uma aplicação Android. Também neste ano, a rede de clientes e parceiros da JUNITEC cresceu com os serviços de consultoria desenvolvidos para a Thales Portugal e para a CCEnergia. Além disso, em 2020, a JUNITEC recebeu o seu primeiro prémio Europeu atribuído pela Junior Enterprises Europe, sendo reconhecida como Júnior Empresa mais Empreendedora da Europa. Também foi reconhecida como a Júnior Empresa mais Inovadora de Portugal no jeniAL Awards. Ao longo dos anos, o trabalho e dedicação da JUNITEC direcionados para o desenvolvimento de mentalidades empreendedoras tem vindo a impactar cada vez mais os jovens e a sociedade, sendo agora reconhecido internacionalmente.
No ano seguinte, em 2021, a JUNITEC recebeu o seu segundo prémio Europeu atribuído pela Junior Enterprises Europe, sendo reconhecida como Júnior Empresa mais Promissora da Europa. Neste ano, a startup Clynx conseguiu um investimento de pré-seed no valor de 150 mil euros com o fundo espanhol Think Bigger Capital, e foi premiada pelo Grupo José de Mello com o prémio Grow Innovation Award.
Por último, em 2022, a JUNITEC foi nomeada pela Junior Enterprises Europe, para o prémio Europeu do Projeto do Ano. Para além disto, recebeu quatro prémios no jeniAL Awards, sendo reconhecida como Júnior Empresa do Ano, Projeto do Ano, Júnior Empresa mais Inovadora e Júnior Empresa mais Socialmente Responsável.

## Organização e Departamentos
Atualmente, a equipa da JUNITEC é constituída por mais de 65 membros ativos divididos em 4 departamentos distintos: Consultoria, Inovação, Marketing, e Recursos Humanos.
O Departamento de Consultoria é responsável pelo core business da JUNITEC - consultoria tecnológica. Os membros de consultoria por angariar, monitorizar e entregar projetos de prestação de serviços tecnológicos e projetos de colaboração com parceiros em torno de um projeto tecnológico, quer seja este o desenvolvimento de um serviço quer seja o desenvolvimento de um produto.
O Departamento de Inovação é responsável pela transformação de ideias em Startups, sempre com o objetivo de resolver problemas sociais e atuais com uma perspetiva inovadora e empreendedora. É neste departamento que é desenvolvido o programa de inovação, uma framework desenvolvida completamente pela JUNITEC, criada para oferecer uma oportunidade aos membros de desenvolver as suas ideias de negócio do zero, auxiliando-os através de uma crescente rede de mentores e prestando-lhes apoio financeiro. Este programa é composto por uma fase inicial de ideação, passando para uma fase de conceção de um protótipo e modelo de negócios, sendo fortemente acompanhado por vários eventos que fomentam o espírito empreendedor no sentido de procurar investimento, validação e feedback externo. Pela primeira vez na sua história, o Programa de Inovação 2021/2022 foi inteiramente patrocinado por empresas parceiras, tornando-se assim totalmente auto sustentável. A JUNITEC é a primeira e a única Júnior Empresa com um programa de inovação. 
O Departamento de Marketing é responsável pela divulgação da imagem da JUNITEC, não só na comunidade estudantil, como junto às diferentes empresas e associações ligadas às tecnologias, engenharias e inovação. Os membros deste departamento são responsáveis pela manutenção da marca e imagem da JUNITEC em todas as plataformas onde esta é divulgada.
O Departamento de Recursos Humanos é responsável pelo apoio e suporte de toda a estrutura, contribuindo para a manutenção de uma boa cultura de trabalho. Este departamento está encarregue por toda a componente formativa dos membros em múltiplas áreas, tanto hard como soft skills, pelo recrutamento, pelo acompanhamento e avaliação dos membros e pela organização de eventos externos e internos.
Finalmente, a JUNITEC sendo uma Associação é composta por três Órgãos Sociais: o Conselho Fiscal, a Mesa de Assembleia Geral e a Direção. Cada um deles constituído por um secretário, um vice-presidente e um presidente. Sendo que a direção possui ainda outro Vice Presidente (um externo e outro interno) e um Diretor Financeiro.

## Eventos
A JUNITEC realiza inúmeros eventos tanto a nível interno como a nível externo.

### TecStorm
O maior evento externo da JUNITEC é o TecStorm, um evento de tecnologia e empreendedorismo jovem, concretamente, uma hackathon direcionada para o desenvolvimento de ideias inovadoras e criação de protótipos. A primeira edição do evento realizou-se em 2017 e decorreu no Instituto Superior Técnico onde 27 estudantes do ensino superior aceitaram o desafio.
No ano seguinte, o crescimento do TecStorm foi exponencial, a segunda edição realizou-se no Pavilhão do Conhecimento, onde 66 participantes tiveram a possibilidade de contactar com diversas empresas e investidores, como a Farfetch, Vodafone, COTEC Portugal, Fundação Calouste Gulbenkian e o Grupo Bel. Contou-se ainda com a presença do Presidente da República, Marcelo Rebelo de Sousa, a encorajar os participantes do TecStorm a apostarem na ciência e no desenvolvimento de ideias inovadoras.
A terceira edição do TecStorm decorreu de novo no Pavilhão do Conhecimento, contando com 94 participantes e com três categorias, 5G do Futuro, patrocinada pela Vodafone, Social, patrocinada pela Fundação Calouste Gulbenkian e Sustentabilidade, patrocinada pela Ciência Viva. O Presidente da República, Marcelo Rebelo de Sousa, marcou novamente presença no evento da JUNITEC.
Na quarta edição, o evento evoluiu com a mentoria pré-evento assim como o prémio de melhor protótipo, onde se contou com 24 equipas, em concreto, 102 participantes e 6000 euros em prémios. Para além dos sponsors da edição anterior (Vodafone, Fundação Calouste Gulbenkian e da Ciência Viva) contou-se também com patrocínios da Taikai, Worten, EDP, KPMG, Robert Mauser, Oz Energia, Rumos, Microport e CODI.
A quinta edição do TecStorm, realizou-se em 2021, em condições totalmente diferentes devido à pandemia COVID-19, mas mantendo a mesma mística assim como o mesmo espírito. Apesar de este ano o evento ter sido totalmente online todos os 106 participantes receberam nas suas próprias casas o material técnico, um kit de participante com muitos brindes da organização e dos sponsors. Pela primeira vez, alargou-se o plano formativo para além da comunidade TecStorm, com um RoadShow virtual que durou uma semana e incluiu 9 formações distintas, com temáticas na área de IT, empreendedorismo e sustentabilidade. Também nesta edição, não só houve o prémio de melhor protótipo, mas também prémios para o 2º lugar. Além disso, o evento esteve presente no Pitch Bootcamp, estendendo as 2 formações normais dos outros anos (Pitch e BMC) a 4 (Pitch, BMC, Investimento e Direito empresarial). Por fim, as 6 equipas finalistas do TecStorm garantiram a presença numa meeting exclusiva com a incubadora de startups Demium.
Finalmente, a sexta edição do TecStorm, realizou-se em 2022 e foi marcada pelo regresso do evento ao registo presencial e por um número recorde de inscrições. Teve lugar na Fundação Champalimaud e contou com várias mudanças no evento. Pela primeira vez, um dos dias do evento foi inteiramente dedicado ao empreendedorismo e à inovação, onde se realizaram várias roundtables sobre estes temas que contaram com a presença de empresas impactantes e de sucesso, como a Microsoft e a PHC, até de unicórnios portugueses, como a Feedzai e a Remote. Para além disto, também foi proporcionado um momento de contacto direto entre os participantes e as empresas, onde estiveram presentes a Jerónimo Martins, Vodafone, Worten e muitas outras. Outra mudança que marcou esta edição foi a criação de uma semana de ideação, onde os participantes tiveram oportunidade de aprimorar e melhorar a sua ideia. Adicionalmente, ao longo de toda a preparação para a competição, os participantes tiveram apoio de mentoria estratégica e técnica, o que lhes permitiu chegarem ao evento mais preparados. Pela primeira vez na história do TecStorm, foi criada uma categoria dedicada à saúde, a Digital Health que se juntou às restantes categorias de competição, Energy Solutions, Connectivity e Sustainable Development. Além disso, esta edição também foi marcada por uma valorização da quantia dos prémios, que em conjunto somam mais de 10 mil euros. À semelhança da edição anterior também foi premiado o melhor protótipo.

### Eventos Internos
Relativamente a eventos internos da JUNITEC, esta realiza inúmeros eventos a nível de trabalho, team building, movimento júnior e convívio. Relativamente a eventos a nível de trabalho destacam-se: Reuniões Gerais (RGS), Assembleias Gerais (AGS), a Cerimónia de Passagem a membros ativos, Debates, Tomadas de posse e Sessão de boas vindas de novos membros.
No que diz respeito a eventos de team building, a JUNITEC tem realizado inúmeras atividades tais como fins de semana, onde os membros se reúnem para se conhecerem melhor mediante a realização de diversas dinâmicas, e voluntários, onde os elementos se juntam para ajudar os próximos, como por exemplo a participação no Banco Alimentar Contra a Fome.
A nível de eventos de convívio e team bulding, destacam-se: Eventos de Natal, desportivos, Churrascos, Sessões de Cinema, Jantares, Fins de semana de convívio, e a Comemoração dos Aniversários da JUNITEC.

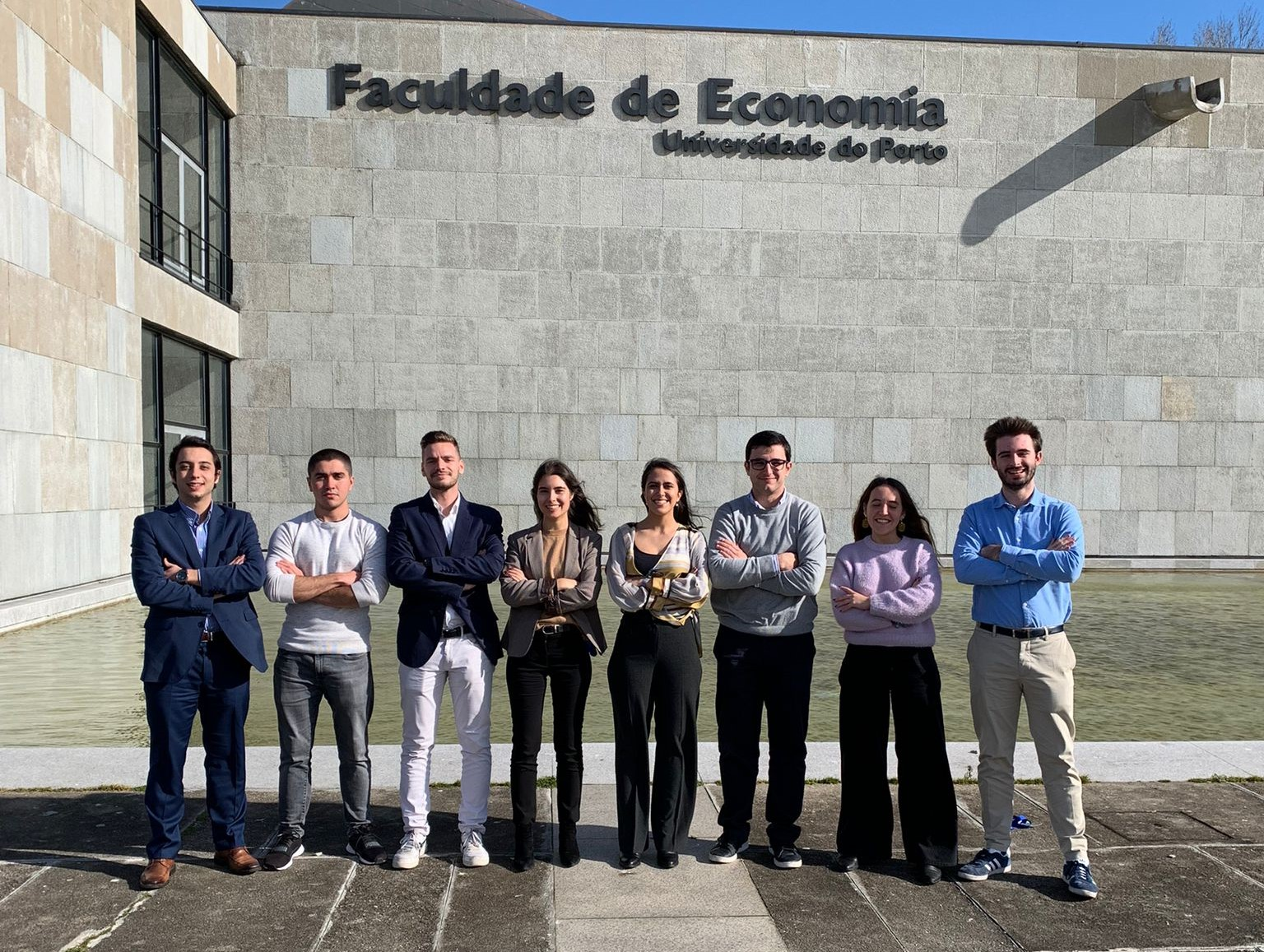
Teamweekend 2 - 2022, Faculdade de Economia da Universidade do Porto

### Eventos Movimento Júnior
Em relação, a nível de eventos do movimento júnior, a JUNITEC participa em Conferências e Palestras, onde os membros partilham experiências e conversam com outros membros de juniores empresas tanto a nível nacional como internacional, assim como em Team Weekends, organizados pela JE Portugal onde é promovido o convívio entre os membros das júniores empresas em Portugal.

### Eventos do Departamento de Inovação
Dentro do departamento de Inovação, realizam-se 5 eventos que permitem o funcionamento do programa de inovação como um misto de programa de aceleração e incubação. Deste programa, já saíram inúmeros projetos e startups que atualmente ainda se podem encontrar no mercado a criar conteúdo inovador e interruptivo. Estes eventos são os seguintes: Bootcamp de Inovação, Selection Day, Pivot Day, Pitch Day e Unicorn Day.
Bootcamp de inovação: trata-se de duas semanas intensivas de trabalho, formações e workshops com o objetivo de escolher as 3 melhores ideias para integrar o programa de inovação. Este bootcamp é destinado aos membros de inovação e visa proporcionar, ao longo destas duas semanas, workshops, talks e várias sessões de ideação e brainstorm, de forma a que as ideias escolhidas tenham o máximo de qualidade e um grande impacto na sociedade. O bootcamp de inovação culmina com o selection day.

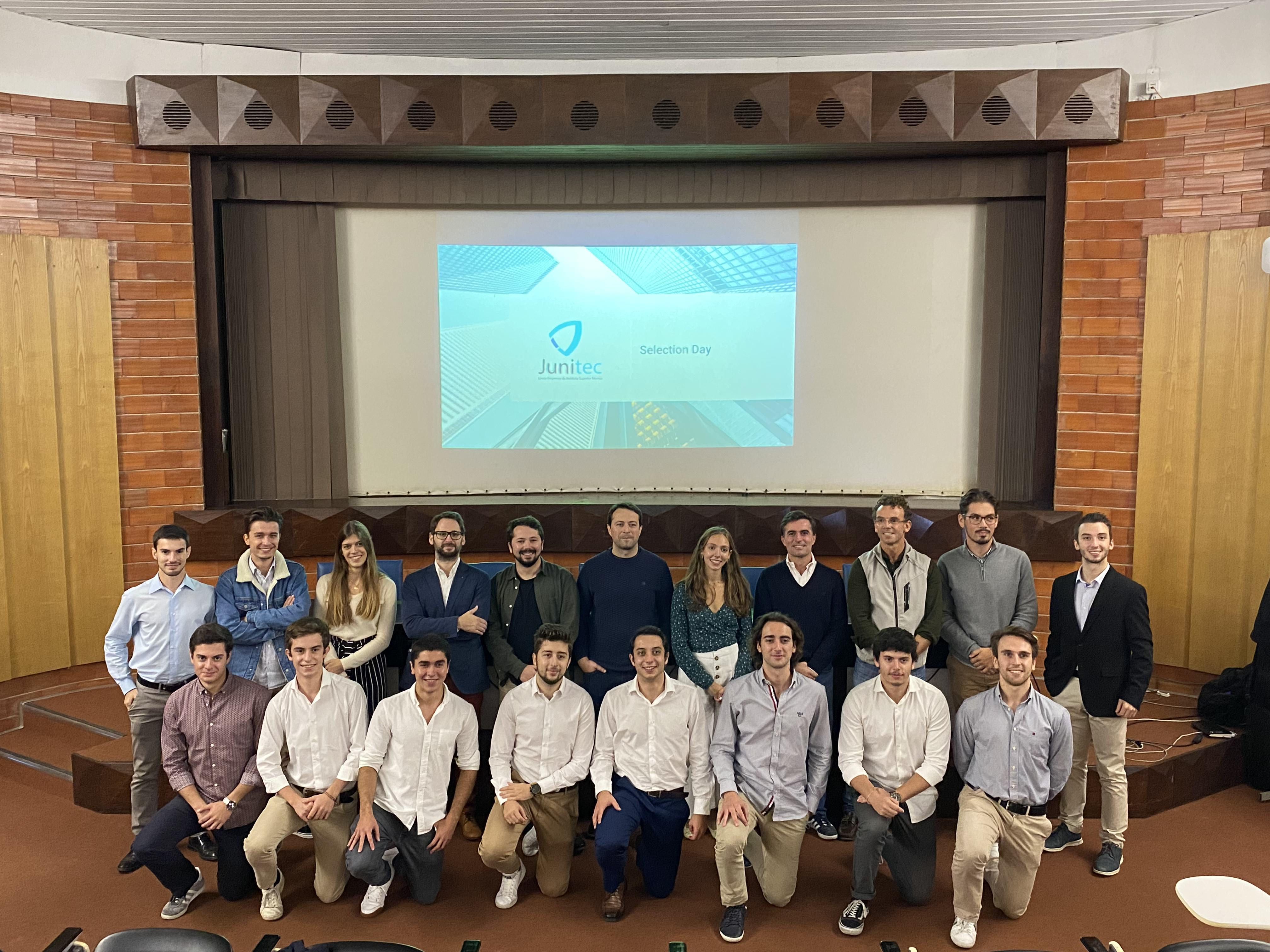
Selection Day'21

Selection Day: a finalidade deste evento é escolher as 3 melhores ideias a integrar no programa de aceleração. Este evento conta com os participantes das equipas mais os restantes membros como audiência. Para avaliar as ideias tem-se como convidados 3 júris da rede de mentores. Durante as semanas após o evento prévio, terão de desenvolver uma apresentação na qual o problema escolhido é exposto e apresentando também como a solução proposta para este. Aos júris será entregue uma folha para avaliarem as ideias objetivamente de 0-6 de acordo com um determinado parâmetro. No final do evento as pontuações são analisadas e os melhores projetos são selecionados para o Programa de Inovação.
Pivot Day: o objetivo deste evento é que os projetos a decorrer recebam o máximo feedback possível no trabalho desenvolvido para assim poderem fazer as devidas melhorias, onde a cada projeto é alocado um mentor, que é encarregue de dar o seu respectivo feedback. No Pivot Day cada projeto tem uma “banca” onde apresenta o seu projeto de forma sucinta, de forma a focar-se mais no tema no qual desejam mais feedback.
Pitch Day: o propósito deste evento é apresentar o projeto final, mostrando todo o trabalho desenvolvido desde o seu início. Neste evento o coordenador requisita a presença de um ou mais projetos de inovação sempre que achar relevante. Este não tem moldes específicos, mas convém que cada pitch não ultrapasse os 10 minutos de apresentação e discussão.
Unicorn Day: este evento representa o fim do programa de inovação. Os projetos e startups da JUNITEC vão apresentar o seu pitch a um painel de jurados, de forma a dar a conhecer os seus projetos e, potencialmente, a obter investimento ou incubação para os seus projetos. A primeira edição deste evento ocorreu este ano, em 2022, na Lispolis, foi iniciado com uma roundtable sobre o empreendedorismo jovem, seguindo-se com os pitches das startups criadas na JUNITEC. Este evento é o único evento interno da JUNITEC aberto ao público.

## Projetos

### Projetos de Inovação
Focados nas mais diversas áreas, a JUNITEC caracteriza-se pelos seus projetos inovadores e progressistas no ramo das diferentes engenharias, os projetos desenvolvidos pelo departamento de Inovação desde 2017 foram os seguintes:
- Clynx: consiste numa plataforma de soluções de fisioterapia baseada na gamificação. Foi distinguida como uma das melhores 25 startups, a nível europeu, no concurso InnoStars Awards da European Institute of Innovation & Technology Health[31] foi finalista do GovTech´19 conquistando um prémio monetário no valor de 30.000 euros para futuro desenvolvimento. Recentemente, a Clynx conseguiu um investimento de pre-seed no valor de 150 mil euros com o fundo espanhol Think Bigger Capital,[11] e foi premiada pelo Grupo José de Mello com o prémio Grow Innovation Award.[12]

- MyNutriScan: consiste numa aplicação que ajuda os utilizadores a tomarem decisões mais informadas e saudáveis em relação à escolha de um produto alimentar no supermercado.[32] Essa escolha é auxiliada através de um feedback personalizado que combina as necessidades nutricionais do utilizador com a informação nutricional do produto alimentar aquando do scan do código de barras do produto alimentar.
- StockFlow: sistema de monitorização e gestão do inventário clínico/hospital que otimiza e torna mais eficiente o trabalho de enfermeiros e auxiliares de enfermagem.
- Stream: pretende ser uma aplicação de Streaming de eventos, inicialmente desportivos, partindo de uma lógica de captação de vídeo por parte da comunidade utilizadora da aplicação. Os vídeos são captados por pessoas presentes nos eventos e enviados para os nossos servidores e, usando algoritmos de AI (Inteligência Artificial) para seleção, edição e compilação dos vídeos, é produzido um conteúdo final fluído e apelativo sem intervenção humana.
- Pogg: é uma plataforma dedicada ao Coaching de jogos que pretende melhorar a comunicação entre treinadores e jogadores. É uma ferramenta essencial para profissionais do mundo do gaming que pretendem utilizar as suas capacidades para treinar a comunidade. Os utilizadores acedem à plataforma de modo a encontrar treinadores que o ajudem a atingir o nível de performance desejado a troco de compensações monetárias.[28]
- Themis: é um projeto de inovação que tem por objetivo o desenvolvimento do ecossistema da atividade jurídica. Tornando-o fácil, rápido e funcional. Tanto o advogado como o estudante de direito terão, desta forma, toda a informação necessária para a correta execução da sua profissão à distância de um clique.[28]
- Trash4Goods: este projeto visa consciencializar e incentivar a reciclagem através de um sistema de gamificação que premia práticas sustentáveis.[33] O incentivo de recolha de embalagens recicláveis sem contaminação, nos centros de maior consumo, é feito pela troca de moedas virtuais que podem ser trocadas por um conjunto de benefícios.[34]
- Sitpoint: este projeto visava criar uma aplicação, na qual seria possível observar se as salas de estudo, abertas ao público, em Lisboa, se encontravam livres. Pensou-se em fazer esta observação através de capturas e processamento de imagem, que seriam obtidos através da colocação de câmaras nos espaços de estudo oficiais de Lisboa, e, assim, o utilizador da aplicação poderia consultar que salas de estudo em Lisboa se encontravam com menos lotação.

### Projetos de Consultoria
Os projetos de consultoria realizados pela JUNITEC são das principais atividades que mantém a JUNITEC com um contacto próximo do meio empresarial e simultaneamente proporcionam uma experiência única de desenvolvimento técnico e profissional dos membros. Destacam-se então os seguintes:
- Bio-Gaming: Transformador de sinais biométricos em entretenimento;
- BTA (Bolsos térmicos amovíveis): Dispositivo Portátil de Aquecimento de Mãos;
- Impressora de PCB’s: Prototipagem de circuitos electrónicos;
- METEO: Aplicação meteorológica para Android;
- Plataforma de Impressão 3D: Um serviço online de impressão 3D;
- Reciclador de Plástico: Um reciclador de filamentos de impressão 3D;
- Escape game: este projeto foi composto por vários sistemas automatizados e integrados criando assim um conjunto de jogos, que não pediam a atenção de funcionários/monitores sendo um sistema automático do início ao fim. O sistema reduzia a necessidade de mecanismos mecânicos complexos e da atenção contínua de um conjunto de monitores. Este projeto foi realizado para a empresa Scapers.
- Projeto ginásio: desenvolvimento de sistemas de monitorização de máquinas de um ginásio para cálculo de uso da energia elétrica e otimização da sua eficiência energética.
- Software gestão de produtos: realizado para o Bel], este projeto consistiu na utilização de tecnologias inovadoras no desenvolvimento de um software para a criação de uma máquina de venda automática inteligente, com o objetivo de otimizar a gestão dos produtos vendidos.
- Brain Auto Manager: realizado para o Centro de Engenharia e Desenvolvimento (CEiiA), este projeto visou utilizar a tecnologia das Brain Computer Interfaces e algoritmos de Machine Learning para fazer o processamento do sinal cerebral com o objetivo de garantir uma mobilidade urbana no futuro o mais segura possível.[15]
- Collector 1.0: consistiu no desenvolvimento de um sistema informático de gestão e visualização de uma coleção de arte com mais de 50.000 peças.[15]
- Collector 2.0: Destacou-se relativamente ao projeto Collector 1.0 com a inclusão de soluções de pesquisa e controle de inventário de toda a coleção.[15]
- Ninebarc: projeto internacional cujo objetivo foi desenvolver, em proximidade com o cliente, diversos mockups da versão mobile e desktop da principal ferramenta do negócio da startup de Berlim.
- Ferramenta de auditoria energética: este projeto foi realizado para a CCEnergia, uma empresa portuguesa de auditoria, consultoria e certificação energética. Consistiu no desenvolvimento da plataforma que apoia o processo de auditoria do cliente. Este foi um projeto de elevada responsabilidade, onde os nossos membros trabalharam na principal ferramenta de trabalho da empresa, impactando diretamente a sua atividade.
- Plataforma de apoio à mobilidade: foi um projeto em colaboração com a Portugal], empresa especializada na criação de sistemas de informação e realização de serviços para diversas indústrias, nomeadamente a aeroespacial, segurança e transportes.[15] Este projeto deu resposta a um enorme desafio tecnológico na área da mobilidade. Através de metodologias inovadoras e tecnologias de ponta, a equipa da JUNITEC trabalhou em contacto permanente com uma equipa da Thales Portugal, num projeto inovador e que pretendeu ser implementado nos sistemas de mobilidade de várias cidades europeias.
- Plataforma de tradução humana: projeto realizado para a empresa Unbabel. Este consistiu no serviço de investigação prestado à plataforma de tradução humana movida a inteligência artificial. O processamento de dados cerebrais através de Brain Computer Interfaces e o treino e modelação dos mesmos através de metodologias de Machine Learning foram algumas das soluções tecnológicas a que deram resposta neste projeto.[15]
- Espaço 24: projeto realizado para o Instituto Superior Técnico, consistiu no desenvolvimento de um sistema de monitorização e recolha de dados ambientais e espaços interiores.[15]

De todos os projetos anteriores, a JUNITEC continua a trabalhar com a Thales Portugal e com o EiiA (versões 2.0) e recentemente com a Deloitte, Acreditar (Associação de Pais e Amigos das Crianças com Cancro) e com a Fundação Calouste Gulbenkian (um projeto a 2 anos).

## Lista de Prémios
- 1991: Prémio Promindústria do Concurso de Ideias Empresariais;
- 1992: 1º lugar na fase nacional do Concurso Europeu de Jovens Cientistas, pelo projeto Mousetrack;
- 1994: prémio International Label Technique, pelo programa de televisão Janelas Virtuais;
- 1996: 1º lugar da GALILEU III, na categoria “Inovação e Desenvolvimento”, pelo projeto Sistema de Segurança Integrado (SSI);
- 2010: é finalista no prémio Richard Branson, com o projeto Depósito Inteligente / ClickCO2;
- 2011: alcança de novo a final do prémio Richard Branson, com o projeto Strato Power;
- 2012: prémio “Projecto Inovador do Ano” da JADE Portugal, pelo Strato Power;
- 2015: prémio “Projecto Inovador do Ano” da JADE Portugal;
- 2016: prémio de Responsabilidade Social do Ano, pela JADE Portugal, com o seu evento solidário de Natal;
- 2016: protótipos do projeto BTA expostos em vários museus europeus, no âmbito da exposição Beyond The Lab;
- 2017: prémio “Boas práticas-Associativismo Estudantil” do IPDJ,[35] pelo projeto BTA.
- 2017: prémio “Júnior Empresa mais Socialmente Responsável”, pela JADE Portugal.[36]
- 2019: vencedora em em três categorias no jeniAL Awards, como Júnior Empresa mais Promissora, Júnior Empresa mais Inovadora e Projeto do Ano.[37]
- 2020: foi reconhecida pela Junior Enterprises Europe nos European Excellence Awards como The Most Entrepreneurial Junior Enterprise da Europa.[8]
- 2020: foi reconhecida pela JE Portugal nos jeniAL Awards como Júnior Empresa mais Inovadora de Portugal.[9]
- 2021: foi reconhecida pela Junior Enterprises Europe nos European Excellence Awards como The Most Promising Junior Enterprise da Europa.[10]
- 2022: vencedora de 4 categorias no jeniAL Awards, sendo reconhecida pela JE Portugal como Júnior Empresa do Ano, Projeto do Ano, Júnior Empresa mais Inovadora e Júnior Empresa mais Socialmente Responsável.[38]
- 2023: vencedora de 3 categorias no jeniAL Awards, sendo reconhecida pela JE Portugal como Júnior Empresa do Ano, Júnior Empresa mais Inovadora e Júnior Empresa mais Socialmente Responsável.[39]
- 2023: foi reconhecida pela Junior Enterprises Europe nos European Excellence Awards como The Junior Enterprise of the Year da Europa, tendo sido esta a primeira vez que uma júnior empresa portuguesa recebe esta distinção.[40]